# Ženeva
Ženeva (francosko Genève [ʒənɛv], nemško Genf [gɛnf], italijansko Ginevra, retoromansko Genevra) je drugo največje mesto v Švici in obenem največje v frankofonskem delu Švice (Romandiji). Leži na skrajnem jugozahodnem koncu Ženevskega jezera, kjer Rona izteka iz njega, in je najzahodnejše švicarsko mesto ter glavno mesto istoimenskega švicarskega kantona, ki ga skoraj z vseh strani obdaja sosednja Francija, le na severu v ozkem koridorju ob jezeru meji s kantonom Vaud. Samo mesto (občina) Ženeva šteje približno 200.000 prebivalcev, kanton Ženeva dobrih 500.000, metropolitansko območje, ki se razprostira tudi čez državno mejo, torej v Francijo, pa celo več kot milijon ljudi (ocena 2020). Mesto ima velik mednarodni ugled zaradi številnih mednarodnih organizacij, ki imajo v Ženevi svoj sedež, kot npr. ženevski urad Združenih narodov.
Znamenit je evropski inštitut CERN za jedrsko fiziko, vodilna svetovna organizacija za subatomske delce. Ta uporablja med drugim superprotonski sinhrotron SPS /Veliki hadronski trkalnik, ki leži pod zemljo in ga seka državna meja.

## Zgodovina
Ženeva je bilo ime enega od keltskih naselij. Ime Genava (ali Genua), ki prihaja iz latinščine se je prvič pojavil v spisih Julija Cezarja, v De Bello Gallico oz. v njegovih komentarjih o Galskih vojnah. Ime mesta je enakega izvora kot tudi ligursko mesto Genua (današnja Genova). V času rimskega osvajanja je mesto postalo Provincia Romana.
V 9. stoletju je Ženeva postala glavno mesto Burgundije. Kljub uradnem vladanju Burgundijcev, Francozov in cesarjev Svetega Rimskega Cesarstva, so mestu vladali škofje vse do Reformacije, ko je mesto postalo republika.
Zaradi delovanja reformatorja Jeana Calvina je Ženeva postala znana kot protestantski Rim. V 16. stoletju je bilo mesto središče kalvinizma. Katedrala sv. Pierra, ki je danes znana kot stari del mesta, se je v tem času imenovala cerkev Jeana Calvina. Veliko protestantskih učenjakov si je v Ženevi našlo zatočišče pred preganjanjem Marije I. Škotske, ki je v tem času vladala Angliji. Med preganjanimi je bil tudi William Whittingham, ki je skupaj z Milesom Coverdaleom, Christopherjem Goodmanom, Anthonyem Gilbyem, Thomasom Sampsonom in Williamom Coleom prevedel tako imenovano Ženevsko Biblijo.
Edan od glavnih dogodkov v Ženevski zgodovini je Eskalada. Za prebivalce Ženeve je Eskalada, simbol njihove neodvisnosti. Eskalada (»merjenje zidov«) označuje zadnji poskus Savoja v seriji napadov, v 16. stoletju, da bi pripojili  Ženevo k svojem ozemlju. Zadnji napad se je zgodil v noči med 11. in 12. januarjem leta 1602. V spomin na ta dogodek vsako leto organizirajo v starem delu mesta množične predstavitve in slavnostno parado s konji, topovi in vojaki oblečeni v uniforme tistega časa.
Ženeva (uradno: Kanton in republika Ženeva) je postala švicarski kanton leta 1815. 

## Izobraževanje
Ženeva je sedež ene (naj)starejših univerz v (srednji) Evropi. Ženevska univerza je bila ustanovljena leta 1559. Danes pa je znana kot najprestižnejša diplomatska šola za mednarodne odnose.

## Mednarodne organizacije
Ženeva je sedež mnogim mednarodnim organizacijam, med najpomembnejšimi pa je Urad Združenih narodov v Ženevi. Že med prvo in drugo svetovno vojno (1920-46) je bil v Ženevi sedež Društva narodov, nekakšne predhodnice Organizacije združenih narodov. Druge mednarodne organizacije, ki še delujejo v Ženevi pa so:
- Svetovna zdravstvena organizacija (WHO),
- Evropska organizacija za jedrske raziskave (CERN)
- Mednarodna organizacija za civilno zaščito (CDO)
- Mednarodna organizacija dela (ILO)
- Mednarodna organizacija za migracije (IOM)
- Mednarodna telekomunikacijska zveza (IT])
- Interparlamentarna unija (IPU)
- Urad visokega komisarja Združenih narodov za človekove pravice (UNHCHR)
- Visoki komisariat Združenih narodov za begunce (UNHCR)
- Urad Združenih narodov za koordinacijo humanitarnih zadev (OCHA)
- Svetovna organizacija za intelektualno lastnino (WIPO)
- Svetovna meteorološka organizacija (WMO)
- Svetovna trgovinska organizacija (WTO)
- Evropska radiodifuzna zveza  (EBU)

Ženeva je bila sedež »Lige narodov« od 1919 do njenega propada leta 1946.

## Gospodarstvo
Mnoga mednarodna podjetja imajo glavne sedeže njihovih podjetij za evropski trg v Ženevi, kot na primer Procter & Gamble, Serono, Firmenich in Givaudan.